# Alectroenas
Alectroenas G. R. Gray, 1840 è un genere della famiglia dei Columbidi.
Esso comprende quattro specie, una delle quali ormai estinta. Già poco tempo dopo la sua scoperta, agli inizi del XIX secolo, il piccione blu di Mauritius era divenuti piuttosto raro. La causa della sua estinzione va attribuita al calo demografico dovuto alla caccia, alla distruzione dell'habitat e alla depredazione dei nidi da parte di specie invasive introdotte dall'uomo come ratti e macachi cinomolghi.

## Descrizione
Come quasi tutti gli altri piccioni frugivori, anche i piccioni blu hanno corpo tozzo e pesante. Tuttavia, non sono specie particolarmente grandi. La maggior parte di essi presenta dimensioni solo leggermente più grandi di quelle di una tortora dal collare africana.
Tutte le specie presentano gran parte del piumaggio di colore blu scuro uniforme. Su testa e collo, invece, le piume assumono una colorazione rossastra o argentea. L'anello oculare è glabro e relativamente esteso. Le penne del collo sono lunghe e a forma di forcella. Le alette interne delle remiganti primarie esterne presentano una rientranza a forma di spatola.

## Distribuzione e habitat
I piccioni blu sono originari delle foreste sempreverdi di Mauritius, Madagascar, Seychelles e Comore.

## Biologia
Sono tutti arboricoli e si nutrono di bacche e frutti. Le abitudini riproduttive sono poco conosciute.

## Tassonomia
Il genere Alectronas comprende le seguenti specie:
- Alectroenas madagascariensis (Linnaeus, 1766) - colomba azzurra del Madagascar;
- Alectroenas nitidissimus (Scopoli, 1786) - piccione blu di Mauritius †;
- Alectroenas pulcherrimus (Scopoli, 1786) - piccione blu delle Seychelles;
- Alectroenas sganzini (Bonaparte, 1854) - piccione blu delle Comore.